# THE ELEPHANT KASHIMASHI II
『THE ELEPHANT KASHIMASHI II』（エレファントカシマシ・ツー）は、エレファントカシマシの2枚目のアルバム｡

## 概要
- 前作よりわずか8ヶ月でリリースされた。
- 収録シングルは「おはよう こんにちは」のみ。「ふわふわ」は未収録となった。
- ジャケット写真の撮影はハービー山口。撮影地は東京都渋谷区代々木神園町（代々木公園）。

## 収録曲
全作詞・作曲：宮本浩次（注記を除く）　全編曲：エレファントカシマシ
1. 優しい川 (4:41)
2. おはよう こんにちは (4:33)
3rdシングル
3. 金でもないかと (3:49)
4. 土手 (4:00)
作詞・作曲：冨永義之
エレファントカシマシの現在までの楽曲のうち、冨永が作詞・作曲に携わった曲はこの曲のみで、作詞・作曲に宮本がクレジットされていないのもこの曲のみである。
5. 太陽ギラギラ (6:41)
6. サラリ サラ サラリ (2:52)
7. ゲンカクGet Up Baby (3:27)
作詞：石森敏行・宮本浩次　作曲：石森敏行
8. ああ流浪の民よ (5:04)
3rdシングルのカップリング
9. 自宅にて (4:59)
10. 待つ男 (4:30)

## カバー
太陽ギラギラ
- Mr.Children（2018年3月18日） - 自身が出演したライブ『エレファントカシマシ 30th ANNIVERSARY TOUR "THE FIGHTING MAN" SPECIAL ド・ド・ドーンと集結!! 〜夢の競演〜』で披露。